# Monte Rosa SkyMarathon
La Monte Rosa SkyMarathon è una competizione di skyrunning internazionale che si svolge ad Alagna Valsesia sul versante Valsesiano del massiccio del Monte Rosa, in provincia di Vercelli.

## Storia
La prima edizione della gara fu nel 1992 con partenza e arrivo ad Alagna, toccando il punto più alto al Colle del Lys a 4,250m, dove la gara fun interrotta per i forti venti in quota. Dal 1993 al 1996 e nuovamente dal 2018 la gara parte da Alagna a 1.192m di quota e raggiunge la vetta del Monte Rosa a 4.554m e ritorno, facendone la gara più alta d'Europa. 
Con il rilanco nel 2018, in occasione del 25º anniversario della prima corsa in vetta, è stata introdotta la regola per cui i concorrenti devono correre a coppie per motivi di sicurezza.
I vincitori 2019 sono stati l'italiano William Boffelli in coppia con l'austriaco Jakob Herrmann al maschile (4h51'58"), mentre al femminile la vittoria è andata alla coppia polacca formata da Natalia Tomasiak e Katarzyna Solinska (6h38'14").
I detentori del record sono gli italiani Fabio Meraldi in 4h24' e Gisella Bendotti in 5h34', entrambi stabiliti nel 1994. Emelie Forsberg ha concluso in 5h03'56" nel 2018, ma essendo in una coppia mista con Kilian Jornet, il suo risultato è stato conteggiato nella classifica maschile. Quella di Forsberg è la prestazione femminile più rapida sul percorso.

## Albo d'oro Monte Rosa SkyMarathon
| Anno  | Quota massima | Vincitore                       | Vincitrice                                   |
| ----- | ------------- | ------------------------------- | -------------------------------------------- |
| 1992* | 4 250 m       | Adriano Greco                   | Gisella Bendotti Bruna Fanetti               |
| 1993  | 4 554 m       | Ettore Champretavy              | Gisella Bendotti                             |
| 1994  | 4 554 m       | Fabio Meraldi                   | Gisella Bendotti                             |
| 1996* | 3 647 m       | Bruno Brunod                    | Gisella Bendotti                             |
| 2018  | 4 554 m       | Franco Collé William Boffelli   | Hillary Gerardi Holly Page                   |
| 2019  | 4 554 m       | Jakob Herrmann William Boffelli | Natalia Tomasiak Katarzyna Solinska          |
| 2020  | non disputata | - -                             | - -                                          |
| 2021  | 4 554 m       | Nadir Maguet William Boffelli   | Sanna El Kott Helander Lina El Kott Helander |

Legenda: *percorso ridotto per maltempo

## Trofeo Stefano Degasparis
Il Monte Rosa SkyMarathon - Trofeo Degasparis è una gara podistica d'alta montagna, che si è svolta tra il 2002 e il 2012. L'edizione 2009 è stata inclusa nelle Skyrunner World Series. La competizione è dedicata alla memoria di un guardiaparco del Parco naturale dell'Alta Val Sesia e dell'Alta Val Strona scomparso prematuramente e si snoda all'interno dell'area protetta stessa.
La gara prende il via da Alagna Valsesia (1154 m slm), risale lungo i caratteristici villaggi walser perfettamente conservati della Val d'Otro e dopo aver raggiunto il Passo Zube (2874 m slm), sconfina in Valle d'Aosta fino al Gabiet (2375 m slm). Il rientro in Valsesia avviene attraverso l'ascesa del Passo dei Salati (tetto della gara con i suoi 2980 metri di quota) ed il transito poco più a sud del Col d'Olen (2881 m slm). Dopo una ripida discesa fino a Pianalunga, il percorso sale alla Bocchetta delle Pisse (2396 m slm) per scendere poi lungo il Vallone di Bors, transitando nei pressi del Rifugio Pastore (1575 m slm), (sede d'arrivo fino al 2008) prima di concludersi in quel di Alagna.
Dislivello totale: 4900 m (salita 2450 m e discesa 2450 m), sviluppo 32 km, quota massima 2980 m. Record di percorrenza: M 2h59'20'’ (Tadei Pivk) – F 3h35'08'’ (Emanuela Brizio).

### Albo d'oro Trofeo Degasparis
| Anno | Vincitore       | Vincitrice          |
| ---- | --------------- | ------------------- |
| 2002 | Jean Pellissier | Gisella Bendotti    |
| 2003 | Bruno Brunod    | Gisella Bendotti    |
| 2004 | Lucio Fregona   | Gloriana Pellissier |
| 2005 | Fulvio Dapit    | Gisella Bendotti    |
| 2006 | Lucio Fregona   | Wera Soukhowa       |
| 2007 | Lucio Fregona   | Gisella Bendotti    |
| 2008 | Paolo Bert      | Emanuela Brizio     |
| 2009 | Fulvio Dapit    | Emanuela Brizio     |
| 2010 | Tadei Pivk      | Emanuela Brizio     |

- 2002 - 2007 edizione di 28 km
- 2008 edizione ridotta per neve